# Museo archeologico Antonio Santarelli
Il Museo archeologico Antonio Santarelli è un museo civico della città di Forlì che ospita materiale archeologico ritrovato nella zona della provincia di Forlì-Cesena.
Dal 2013 il museo è in fase di revisione e non è visitabile. È situato al piano terra del Palazzo del Merenda.

## Storia
Il museo venne costituito nella seconda metà dell'Ottocento da Antonio Santarelli che si occupò di ordinare secondo un ordine cronologico la raccolta archeologica allora esistente. Egli stesso condusse campagne di scavo a Bertarina di Vecchiazzano, Villanova e San Varano.
L'ultimo ordinamento risale al 1960 con l'allestimento del lapidario ad opera di Guido Mansuelli, Giancarlo Susini e Raffaele Turci.

## La collezione

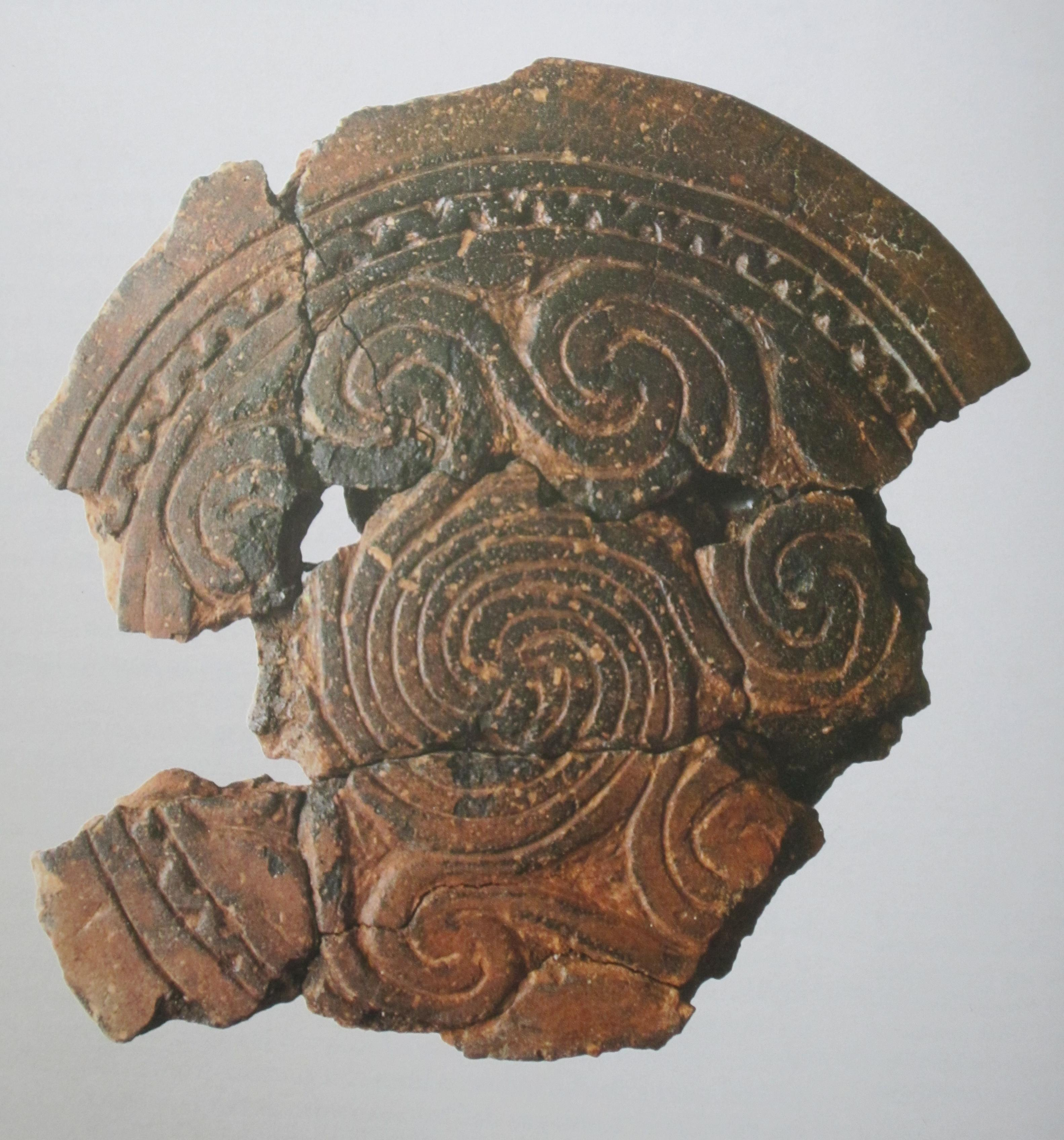
Coperchio decorato nello stile meandro-spirale, IV millennio a.C. ritrovato a Forlì

La collezione offre un quadro abbastanza completo del popolamento del territorio forlivese dal paleolitico inferiore al VI secolo VII secolo e conserva esemplari archeologici provenienti dal giacimento di Ca' Belvedere di Monte Poggiolo.
È ben rappresentata e documentata anche la fase finale del paleolitico inferiore. Sono infatti conservati esemplari di  tecnica Levallois con bifacciali.
Sono anche conservati esemplari archeologici estratti da strutture insediative del neolitico medio (presenza di frammenti fittili decorati nello stile meandro-spiralico evoluto della cultura dei vasi a bocca quadrata, appartenente alla seconda metà del IV millennio a.C.) e del neolitico finale.
Sono conservati anche esemplari e reperti ceramici riferibili al periodo Chassey-Lagozza.
Accette in pietra verde levigata, martelli litici forati, punte di frecce, pugnali di selce costituiscono gli esempi di reperti archeologici appartenenti all'eneolitico.
Uno dei ritrovamenti più noti, trovato nella stazione di Vecchiazzano, è databile all'età del bronzo recente. Sono conservati oggetti di bronzo come pugnali e lame.
Importante una stele monumentale in arenaria databile tra la fine del VI e gli inizi del VII secolo a.C., scoperta casualmente nelle cave di ghiaia di san Varano.

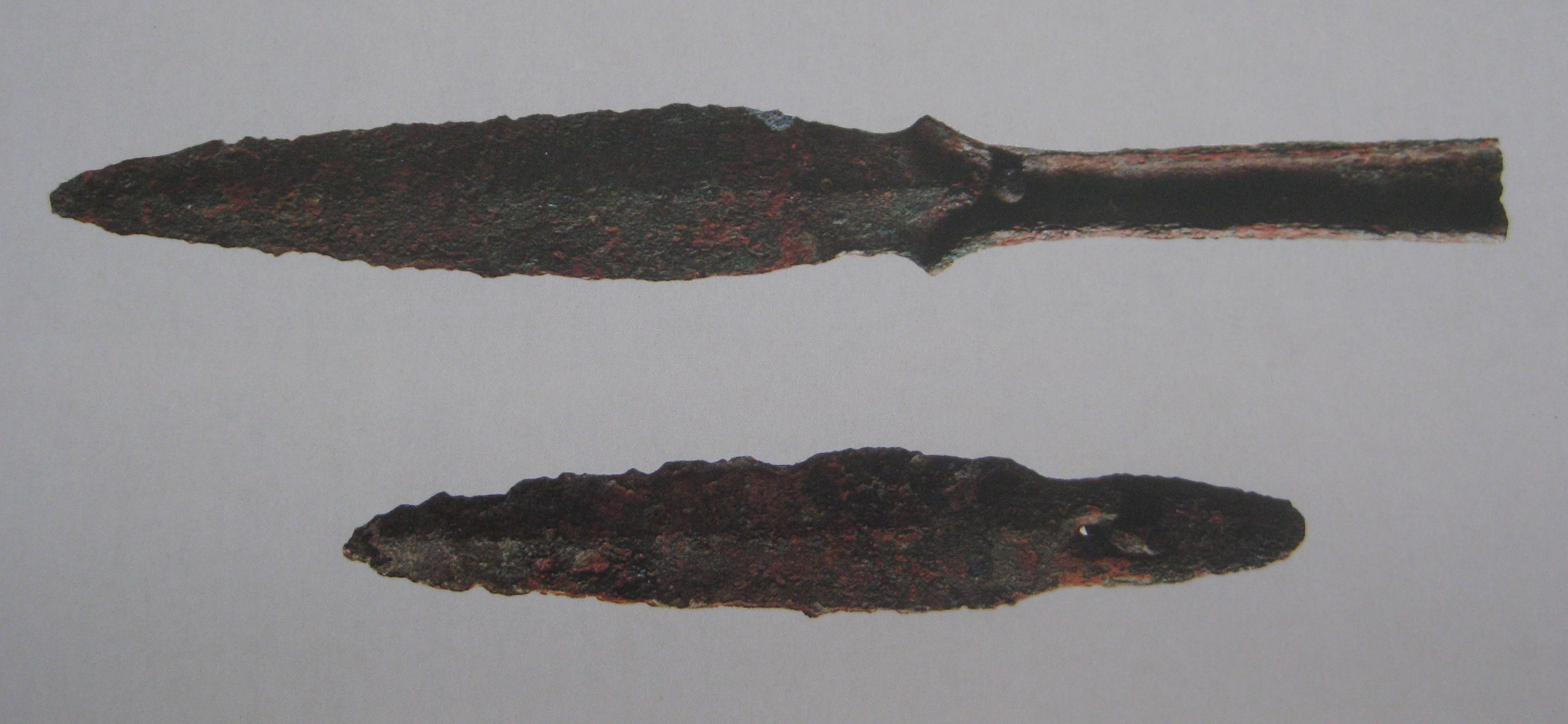
Pugnale e lama in bronzo, del XIII secolo a.C.

Altri importanti reperti archeologici sono quelli ritrovati nella tomba di Carpena, frazione di Forlì ai piedi delle colline. I reperti sono costituiti da un elmo di bronzo a calotta composita, con tesa decorata a rosette ed un pettorale kardiophylax, in bronzo.
Di periodo romano sono rilevanti una testa femminile, chiamata Venere di Schiavonia, in nome del rione cittadino presso cui fu scoperta. Sono anche conservati alcuni mosaici in bianco e nero a motivi geometrici e numerosi oggetti di uso quotidiano come ceramiche da mensa, pesi da telaio, lucerne, vetri e suppellettili in bronzo.
Importante anche una statuetta in bronzo del dio Bes, divinità orientale. Sono anche conservati reperti rinvenuti nella villa extraurbana di Fiumana, frazione del comune di Predappio.
Nel museo sono anche ospitati alcuni pezzi di epoca teodoriciana come un mosaico policromo a motivi marini proveniente da Meldola.